# Sangoku tsūran zusetsu
Le Sangoku tsūran zusetsu (三国通覧図説, « Aperçu général des trois royaumes ») de Hayashi Shihei (1738-1793) paraît au Japon en 1785. Cet ouvrage représente l'une des premières tentatives de définition du Japon en fonction de ses frontières externes et représente un effort moderne pour distinguer le Japon des nations voisines.
Le livre traite de Chosen (Corée) et du royaume de Ryūkyū (Okinawa), et d'Ezo (Hokkaido) avec les (îles Ogasawara).
Un exemplaire du Sangoku tsūran zusetsu est rapporté en Europe par Isaac Titsingh (1745-1812). À Paris, le texte représente la première apparition du coréen han'gŭl en Europe.
Après la mort de Titsingh, l'original imprimé et la traduction de Titsingh sont acquis par Jean-Pierre Abel-Rémusat (1788-1832) du Collège de France.
Après la mort de Rémusat, Julius Klaproth (1783-1835) de l'Institut Royal de Paris est libre de publier sa version éditée de l'ouvrage de Titsingh. En 1832, l'Oriental Translation Fund of Great Britain and Ireland appuie la publication abrégée posthume de la traduction française de Titsingh.

## Source de la traduction
- (en) Cet article est partiellement ou en totalité issu de l’article de Wikipédia en anglais intitulé « Sangoku Tsūran Zusetsu » (voir la liste des auteurs).